# Martin B-10
«Мартин B-10» (англ. Martin B-10) — американський двомоторний легкий бомбардувальник, був одним з перших швидкісних бомбардувальників, але до початку Другої світової застарів. Тим не менше використовувався в бою на боці Нідерландської Ост-Індії.

## Історія створення

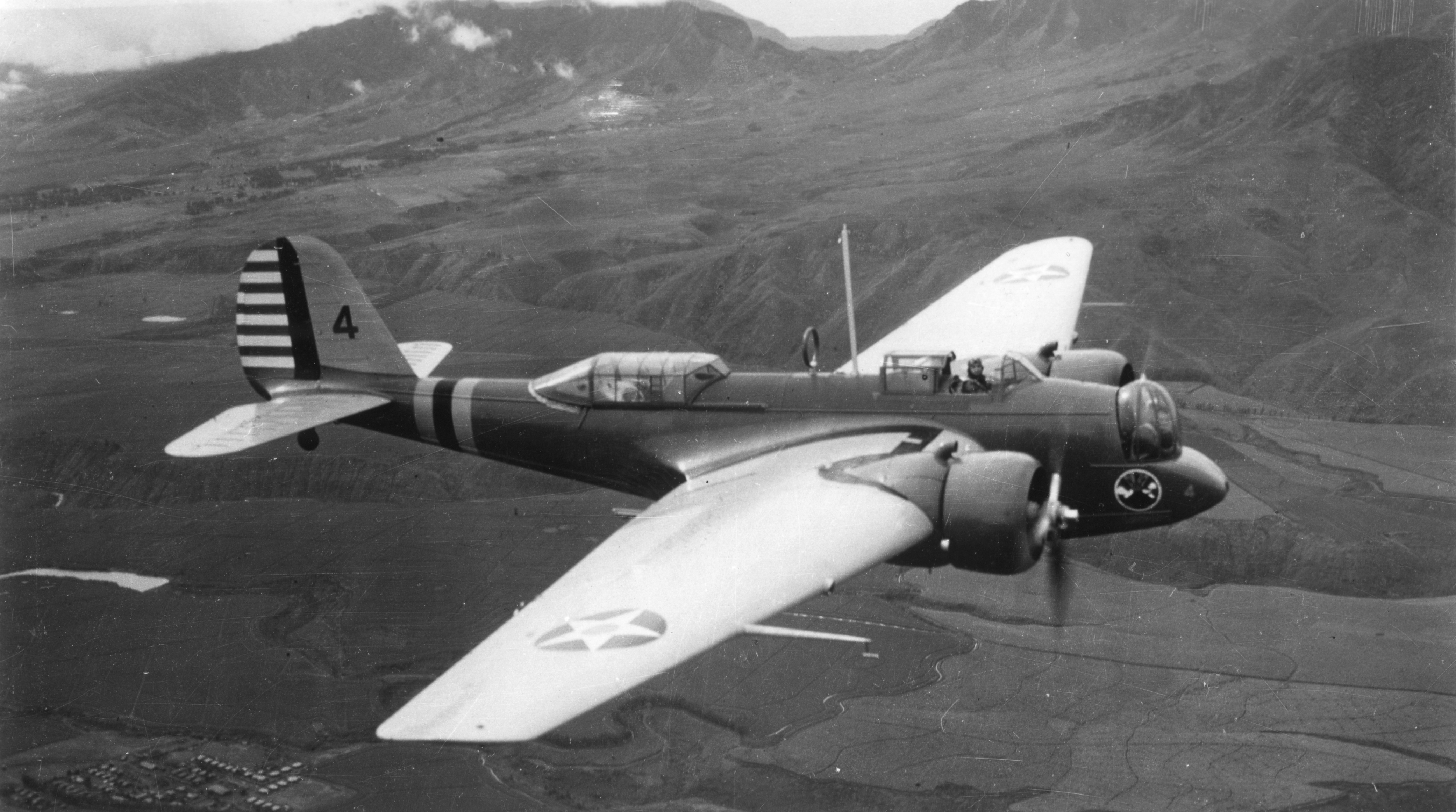
B-10 23-ї бомбардувальної ескадрилії під час тренувального польоту. Гаваї, 1941 рік.

Новий бомбардувальник з фірмовим позначенням «модель 123» розроблявся з кінця 1929 року під керівництвом Пейтона Макгрудера. Перший прототип піднявся в повітря вже 16 лютого 1932 року. В літаку було використано всі передові технології того часу, він був суцільнометалевим монопланом з шасі, яке прибиралось, що в купі з порівняно потужними двигунами Wright SR-1820E (600 к.с.) дозволило обганяти всі тогочасні американські винищувачі.
Доопрацьовану версію літака, яка отримала своє внутрішнє позначення «модель 139» і військове позначення B-10, було рекомендовано до прийняття на озброєння і в січні 1933 року укладено контракт на виготовлення перших 48 літаків. Виробництво продовжувалось аж до 1939 року, за цей час було виготовлено 342 літаки, з яких 189 на замовлення інших країн.

## Основні модифікації
- YB-10 — передсерійний випуск з двигунами Wright R-1820-25 потужністю 675 к.с. (14 екз.)
- B-10B — основна модифікація з двигунами Wright R-1820-33 потужністю 775 к.с. (105 екз.)
- B-12 — модифікація з двигунами Pratt & Whitney R-1690-11 потужністю 775 к.с. (32 екз. в тому числі 7 передсерійних YB-12)
- Martin 139WAA — варіант для Аргентинської армії. Оснащувався двигунами Wright R-1820-F53 потужністю 750 к.с. (27 екз.)
- Martin 139WAN — варіант для ВМС Аргентини. (13 екз.)
- Martin 139WC — варіант для Китаю, з двигунами Wright R-1820-G2 потужністю 900 к.с. (5 екз.)
- Martin 139WT — варіант для Туреччини.(20 екз.)
- Martin 139WS — варіант для Таїланду, з двигунами Wright R-1820-G3 потужністю 840 к.с.(6 екз.)
- Martin 139WH — постачався в Нідерландську Ост-Індію:
  - 139WH-1 — з двигунами R-1820-F53 (12 екз.)
  - 139WH-2 — з двигунами R-1820-G3 (26 екз.)
  - 139WH-3 — з двигунами R-1820-G102 потужністю 1200 к.с. Також бомбове навантаження зросло до 2000 кг. (98 екз.)

## Історія використання

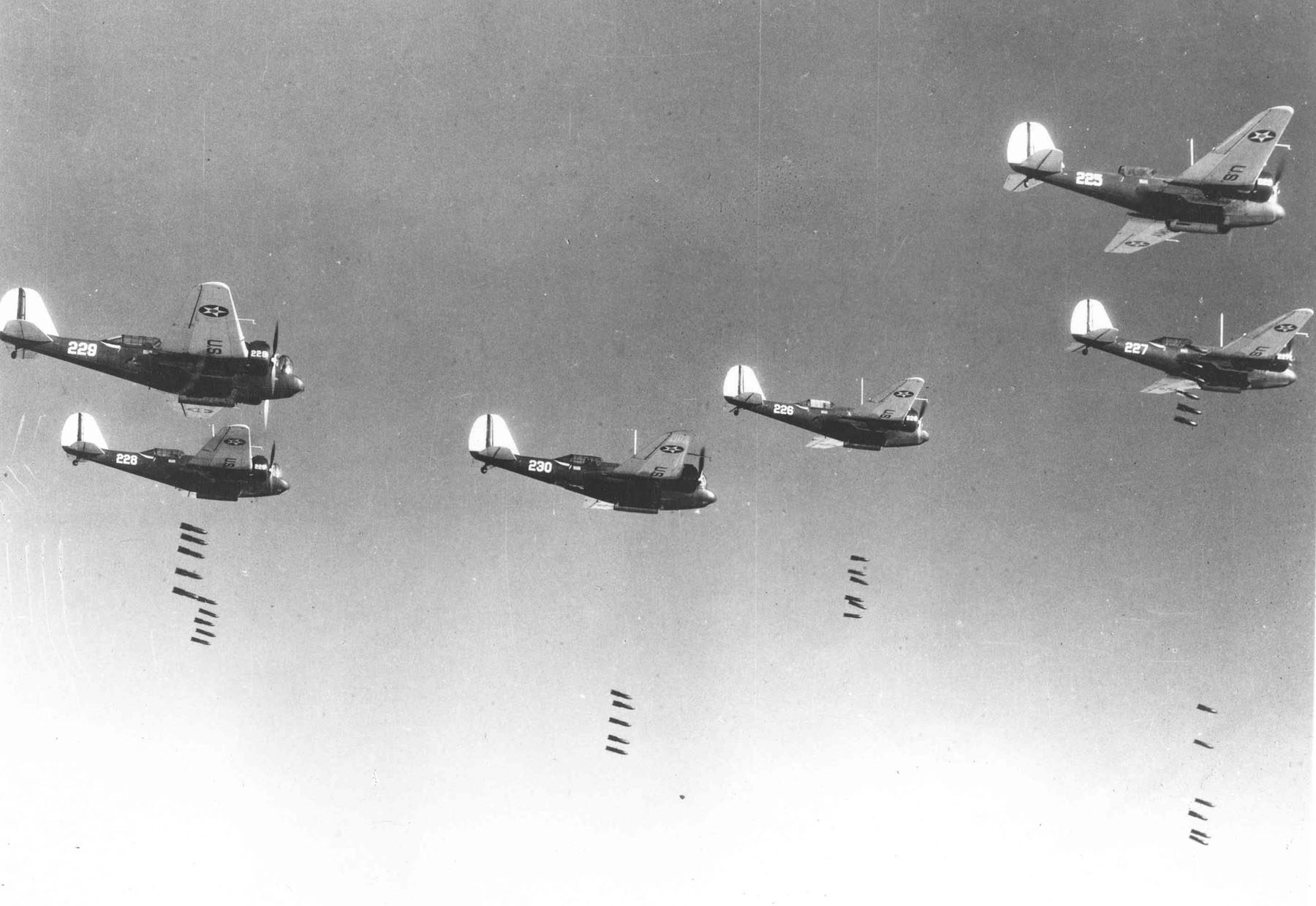
B-10B армії США під час тренувань.

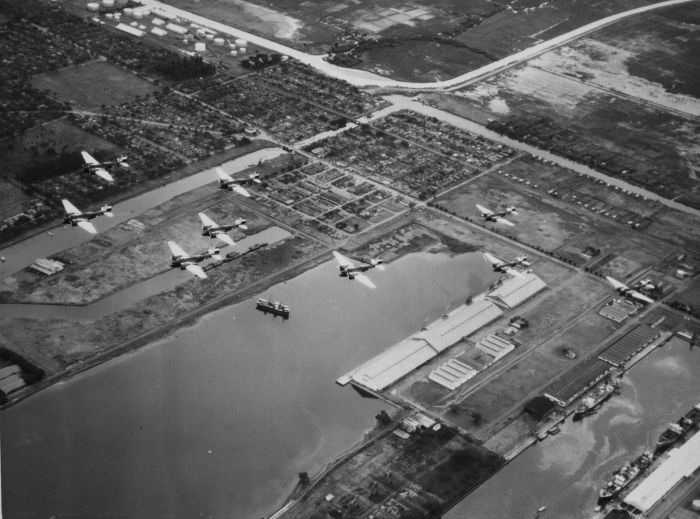
Martin 139WH Повітряні сили Нідерландської Ост-Індії над портом Батарії

B-10 і B-12 були основним типом тактичних бомбардувальників на озброєнні Авіаційного корпусу Армії США (майбутніх ВПС) протягом 1935-39 років, але вже в 1940 їх було знято з озброєння бойових частин.
Китайські Martin 139WC брали участь в бойових діях проти японських військ з серпня 1937 до травня 1938 року, коли було втрачено останній літак.
В 1939 році авіація Нідерландської Ост-Індії мала три авіагрупи озброєні Martin 139WH, і до нападу Японії в грудні 1941 року в строю все ще залишалось 80 літаків (ще 20 в навчальних частинах). Перші бойові вильоти було здійснено 17 грудня 1941 року для затримки японського десанту на Борнео, наступного дня їм вдалось потопити японський есмінець Сінономе. Після втрати острова, в січні 1942 року, вцілілі Martin 139WH (приблизно 45 літаків) були перекинуті на Яву звідки вони продовжували бомбардувальні вильоти, але в умовах панування японської авіації втрати були великими — 15 лютого залишалось тільки 20 боєздатних літаків. На початку березня планувалось перекинути останні 16 літаків в Австралію, але 7 березня під час нальоту японської авіації вони всі були знищені на аеродромі.
Ще однією країною де Martin 139 використовувався в бою став Таїланд, який використовував свої літаки проти Французького Індокитаю в 1940-41 роках. Після поразки Нідерландської Ост-Індії, Японія передала Таїланду 9 захоплених 139WH-1 і 139WH-2. В цій країні вони залишались на озброєнні аж до 1949 року.
В ВПС Аргентини і Туреччини Martin 139 не використовувались в боях і в кінці 40-их були замінені сучаснішими літаками.

## Тактико-технічні характеристики (B-10B)

### Технічні характеристики
- Довжина: 13,64 м
- Висота: 4,7 м
- Розмах крила: 21,49 м
- Площа крила: 62,99 м²
- Маса порожнього: 4391 кг
- Маса спорядженого: 6622 кг
- Максимальна злітна маса: 7439
- Двигуни: 2 × Wright R-1820-33
- Потужність: 2 × 775 к. с.

### Льотні характеристики
- Максимальна швидкість: 343 км/год
- Дальність польоту: 2000 км
- Практична стеля: 7375 м
- Швидкопідйомність: 7,45 м/с

### Озброєння
Стрілецьке
- 1 × 7,62-мм кулемет Browning М1919 в носовій турелі
- 1 × 7,62-мм кулемет Browning М1919 в верхній установці
- 1 × 7,62-мм кулемет Browning М1919 в нижній установці

Бомбове
- нормальне — 1025 кг.